# Aéroport régional André-Fortin de Victoriaville
L'aéroport régional André-Fortin de Victoriaville (TC LID : CSR3) est un aéroport situé à Victoriaville, au Québec. 

## Description
L'aéroport est utilisé pour l'aviation privée et l'aviation d'affaires. La compagnie Cascades y possède un Piaggio P180 Avanti. Une école de parachutisme est basée sur l'aéroport.

## Source
- (en) Cet article est partiellement ou en totalité issu de l’article de Wikipédia en anglais intitulé « Victoriaville Airport » (voir la liste des auteurs).